# خواب

تصویرنگاشت خواب

خواب عبارت است از عدم توانایی ارادی در کنترل محیط فیزیکی و کاهش یا فقدان سطح هوشیاری، تعلیق نسبی ادراکات حسی و غیرفعال شدن تقریباً تمام عضلات ارادی در زمان استراحت طوری که فعالیت بدن و ذهن تغییر کرده و توهم‌های بینایی جایگزین تصاویر واضح واقعی شوند. در بین پستانداران، پرندگان، ماهیان و دیگر جانوران مراحل خواب و بیداری وجود دارد. خواب برای سلامت و بازسازی سیستم اعصاب، سیستم ایمنی و سیستم عضلانی اسکلتی انسان‌ها و جانوران اهمیت دارد.
خواب حالتی است که در مقابل بیداری (هماهنگی توانایی ارادی و آگاهی نسبت به این توانایی) قرار می‌گیرد.

انسان محتمل است که از اختلالات خواب متنوعی شامل بدخوابی مثل بی‌خوابی، پرخوابی، حمله خواب و آپنه خواب؛ خواب‌پریشی مثل راه رفتن در خواب، اختلال رفتاری حرکت سریع چشم در خواب؛ دندان‌قروچه و خروپف رنج ببرد. استفاده از نور مصنوعی در الگوی خواب انسان تغییر اساسی ایجاد می‌کند

## زیست‌شناسی خواب

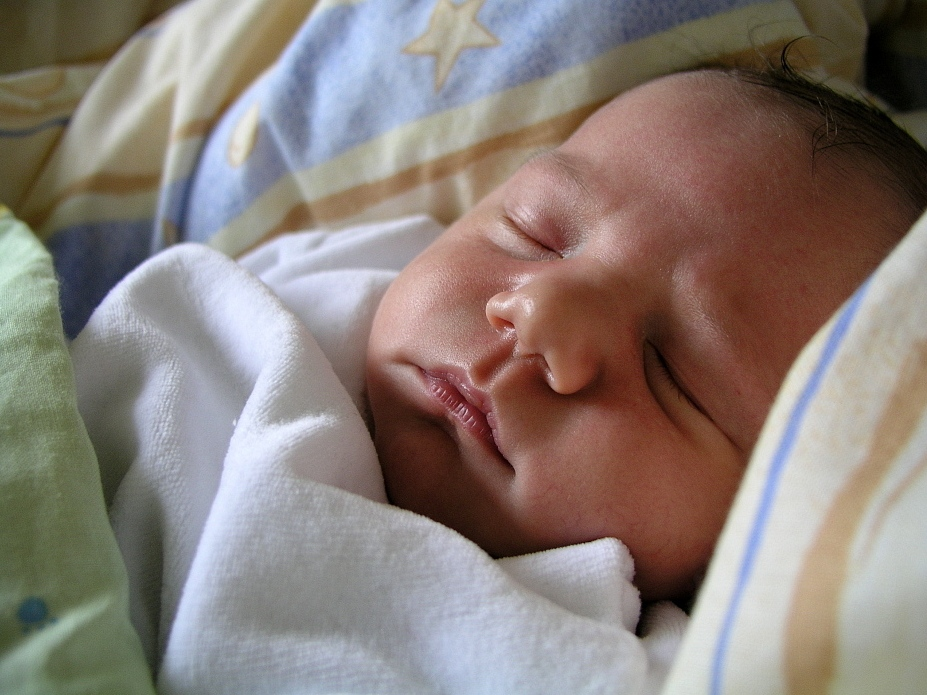
یک نوزاد خوابیده

اختراع دستگاه نوار مغزی به دانشمندان اجازه داد تا به مطالعه خواب انسان، به روش‌هایی که پیش از آن ممکن نبود، بپردازند. در خلال دهه ۱۹۵۰ فردی به نام اوژن آسرینسکی که تازه از دانشگاه فارغ‌التحصیل شده بود، از این وسیله برای کشف آنچه امروز خواب REM خوانده می‌شود استفاده کرد. مطالعات بیشتر بر روی خواب انسان نشان داده است که خواب، از یک سری مراحل گذر می‌کند که الگوهای امواج مغزی در هر مرحله با یکدیگر متفاوت هستند.
خواب دارای دو نوع اصلی است:
- خواب REM (حرکت سریع چشم = Rapid Eye movement) که خواب فعال یا خواب متناقض (paradoxical) نیز خوانده می‌شود.
- خواب NREM (حرکات غیرسریع چشم Non-Rapid Eye = Movement) که خواب آرام نیز خوانده می‌شود.

### شروع

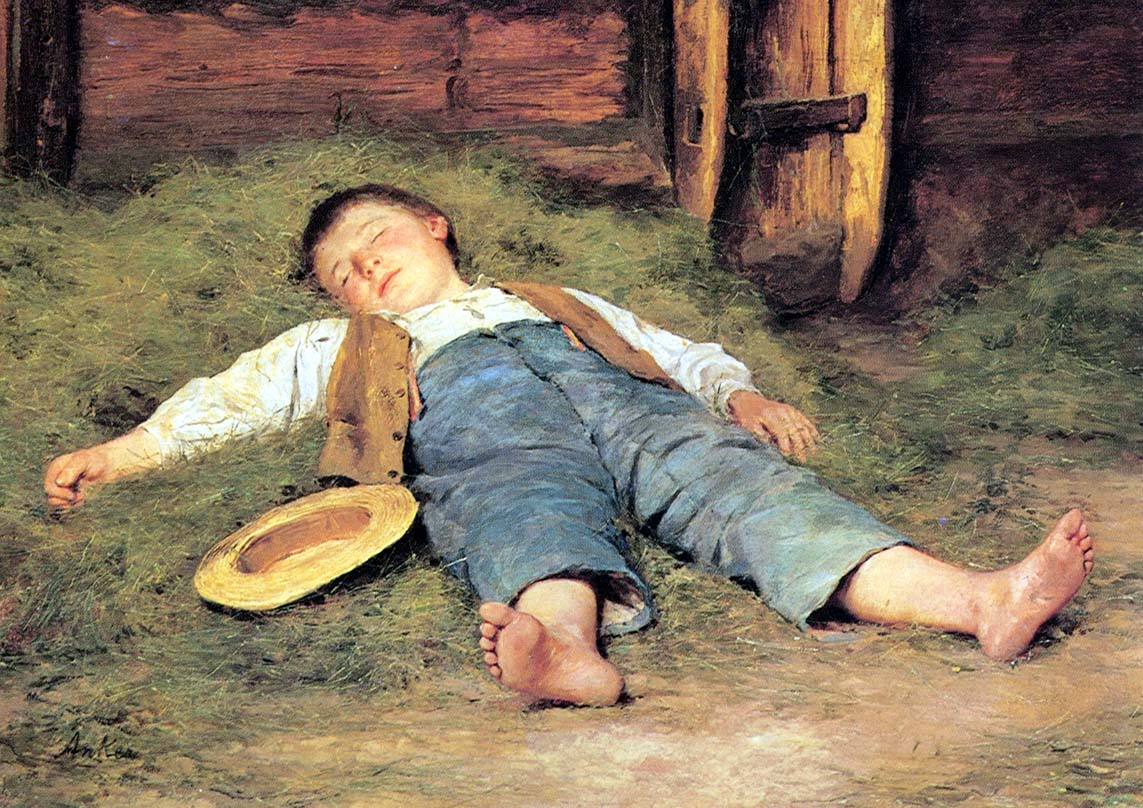
نقاشی پسر خوابیده در علوفه‌ها، توسط نقاش سوئیسی آلبرت آنکر در سال ۱۸۹۷

در خلال نخستین مراحل خواب، ما هنوز نسبتاً بیدار و هوشیار هستیم. مغز، امواجی تولید می‌کند به نام امواج بتا که دارای فرکانس بالا و دامنه پایین هستند. به مرور که مغز شروع به آرامش یافتن می‌کند، امواج کند تری به نام امواج آلفا متصاعد می‌شوند که دارای دامنه بالا و فرکانس پایین هستند. در طول این مدّت و هنگامی که هنوز کاملاً به خواب نرفته‌ایم ممکن است احساس عجیب و کاملاً واضحی را تجربه کنیم که توهمات پیش خواب نامیده می‌شود. مثال‌های متداول و شایع این پدیده عبارتند از احساس افتادن (پرت شدن) یا شنیدن این که کسی نام شما را صدا می‌کند. رویداد بسیار شایع دیگری که در این دوره زمانی وجود دارد، پرش میوکلونیک است. اگر تاکنون، بدون هیچ دلیل مشخص و خاصی، ناگهان بدنتان تکان خورده یا پریده است این پدیده ظاهراً عجیب را تجربه کرده‌اید. در عالم واقع، این پرش‌های میوکلونیک بسیار شایعند.
اولین قسمت خواب non-REM است. خواب دیدن در خواب non-REM بسیار کم است و اگر هم خواب ببینیم آن را فراموش می‌کنیم. در این قسمت خواب ماهیچه‌ها بی‌حس نیستند. خواب non-REM شامل چهار مرحله می‌شود:

### مرحلهٔ اول
شروع چرخه خواب و مرحله نسبتاً سبک و خفیفی از خواب است. مرحله ۱ را می‌توان به صورت دوره‌گذار بین بیداری و خواب در نظر گرفت. در مرحله ۱، مغز امواج تتا تولید می‌کند که امواجی با دامنه بلند و فرکانس پایین هستند. این مرحله از خواب، تنها مدت زمانی کوتاه در حدود ۵ تا ۱۰ دقیقه طول می‌کشد و اگر در این مرحله کسی را از خواب بیدار کنید، احتمالاً به شما خواهد گفت که خواب نبوده است!

### مرحلهٔ دوم
دومین مرحله خواب تقریباً ۲۰ دقیقه طول می‌کشد. مغز شروع به تولید امواج منظم و سریعی می‌کند که به نام دوک‌های خواب معروفند. در این مرحله گاهی امواج بتا هم ظاهر می‌شود. دمای بدن شروع به کاهش و ضربان قلب شروع به کند شدن می‌کند. این مرحله، یک مرحلهٔ ناهشیار است که خواب رونده به راحتی بیدار می‌شود.

### مرحله سوم (مراحل سوم و چهارم)
این مراحل، عمیق‌ترین مراحل خواب NREM هستند. پس از این مراحل، قسمت دوم خواب یعنی خواب REM آغاز می‌شود. امواج مغزیِ عمیق و کند به نام امواج تتا و دلتا در خلال مراحل سوم و چهارم خواب، مشاهده می‌شوند. این مراحل دوره‌گذار بین خواب سبک و خواب بسیار عمیق هستند. در انتهای این مرحله انقباض اغلب عضلات از بین می‌رود و هوشیاری به نازل‌ترین سطح خود می‌رسد. البته امروزه مرحله سوم و چهارم خواب را یک مرحله (مرحله سوم) می‌نامند.
خواب REM در بزرگسالان حدود ۲۰ تا ۲۵ درصد از کل خواب را تشکیل می‌دهد (حدود ۹۰ تا ۱۲۰ دقیقه در خوابِ شب). مقدار خواب REM در سنین مختلف متفاوت است. یک نوزاد بیشتر از ۸۰ درصد کل خوابش را در خواب REM است. رؤیا در مرحلهٔ REM رخ می‌دهد.

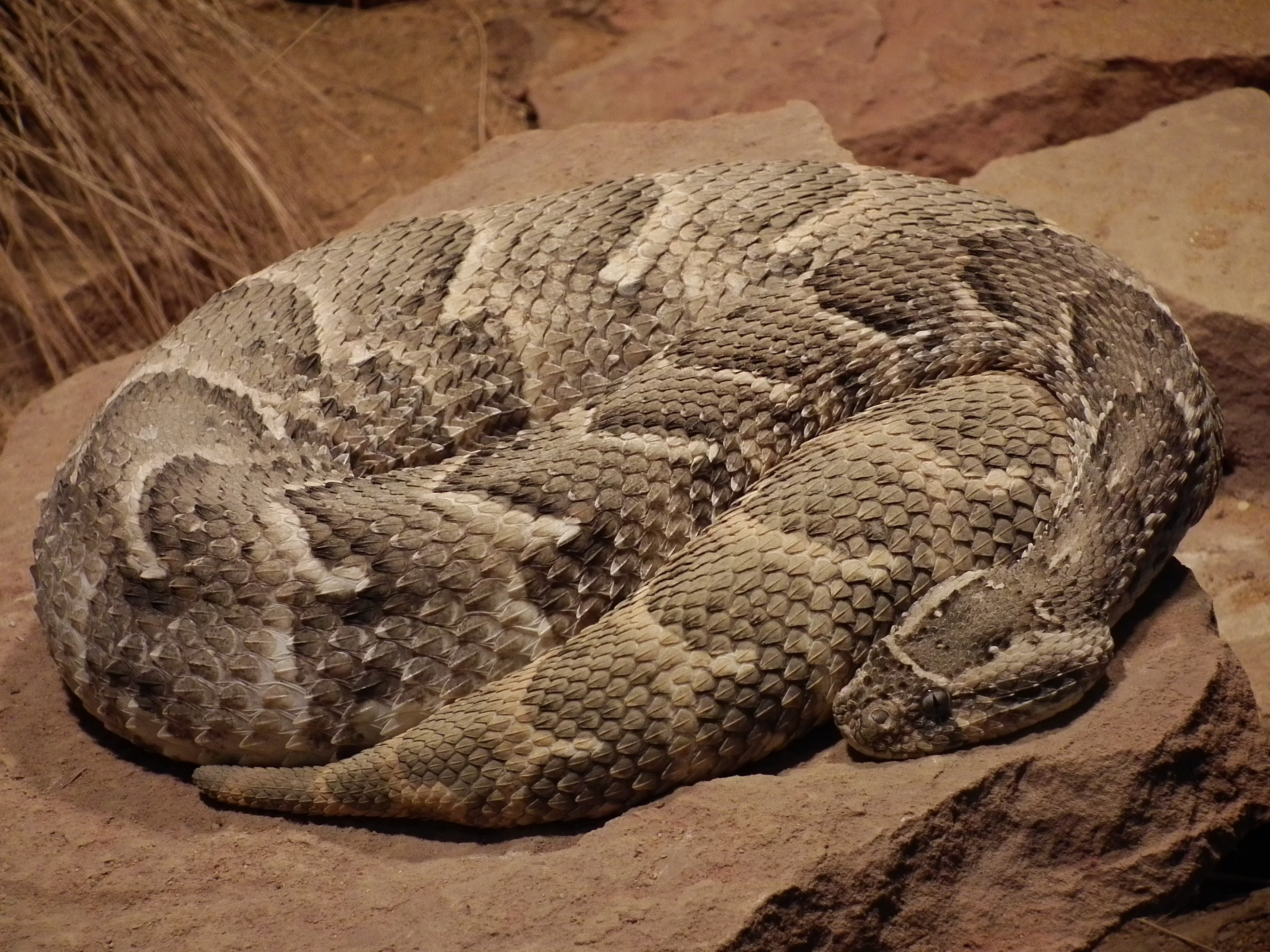
یک افعی در حال خواب

ضربان قلب و تنفس در خواب REM نامنظم است؛ مانند زمان بیداری. بزرگ شدن آلت جنسی مرد (NPT) در خواب REM رخ می‌دهد. پژوهش گران به فعالیت در ناحیه‌هایی از مغز که مربوط به کنترل بینایی، شنوایی، بویایی، لمسی و تعادل حرکات بدن می‌باشد پی برده‌اند. نکته قابل ذکر این است که فرایند خواب، این مراحل را به ترتیب پشت سر نمی‌گذارد. خواب از مرحله ۱ شروع می‌شود و سپس به مراحل ۲، ۳ و ۴ می‌رود. پس از مرحله ۴ و قبل از وارد شدن به مرحله ۵ یا همان خواب REM، مرحله ۳ و به دنبال آن مرحله ۲ خواب تکرار می‌شوند. پس از خاتمه خواب REM، بدن معمولاً به مرحله ۲ خواب بازمی‌گردد. در طول شب، خواب انسان تقریباً ۴ یا ۵ بار بین این مراحل می‌چرخد. ما به‌طور میانگین ۹۰ دقیقه پس از به خواب رفتن وارد مرحله ۵ یا خواب REM می‌شویم. نخستین چرخه خواب REM ممکن است تنها زمان کوتاهی به طول بینجامد امّا هر چرخه از چرخه قبل طولانی‌تر می‌شود به نحوی که خواب REM می‌تواند تا نزدیک به یک ساعت پایدار بماند.
خواب REM با کاهش سروتونین (Serotonin) در مغز همراه است؛ بنابراین خواب REM در افراد افسرده زودتر می‌رسد. سروتونین ماده‌ای است که در افراد افسرده کاهش یافته است. هم چنین اگر در بیداری، در میان امواج بتا، امواج تتا ثبت شود، یکی از نشانه‌های ابتلای فرد به افسردگی است.

### تغییرات پیش از خواب
بعضی افراد به راحتی و به سرعت به خواب می‌روند و در برخی دیگر این امر تدریجی‌تر است. گروهی از افراد، حالت‌های حسی مختلفی تجربه می‌کنند یا دچار پرش اندام‌ها می‌شوند. پیش خواب شامل حالت‌هایی چون توهمات بینایی و شنوایی زودگذر یا تغییراتی در تصویر بدنی است که با احساس معلق بودن در فضا همراه است.

### تغییرات در طول خواب
یکی از تغییرات در طول خواب، بی حرکتی عمومی و شل شدن برخی ماهیچه‌هاست. در زمان خواب، انسان‌ها و حیوانات می‌توانند رؤیا ببینند. این رؤیاها، بر اثر حرکات سریع چشم است. دست‌ها و پاها در زمان خواب حرکت می‌کنند. در خواب، انسان‌ها معمولاً بین ۲۵ تا ۴۰ بار موقعیت خود را در طول شب تغییر می‌دهند. حرکات بدن در طول خواب ارتباطی با عمق خواب ندارد. در هنگام خواب، جریان خون در ماهیچه‌ها کاهش می‌یابد، و بر جریان خون پوست افزوده می‌شود، پوست برافروخته می‌شود و غدد عرقی، پیوسته فعالیت می‌کنند. بدن، در طول خواب، حرارت را به سرعت از دست می‌دهد. تعداد ضربان‌های قلب و اندازه فشارخون کاهش می‌یابد و تنفس، آهسته و عمیق‌تر می‌شود. شل شدن فک پایین و ماهیچه‌های حلق، سبب خرخر کردن می‌شود. در هنگام خواب، ترشحات غدد بزاقی کاهش می‌یابد.

## مدت زمان خواب

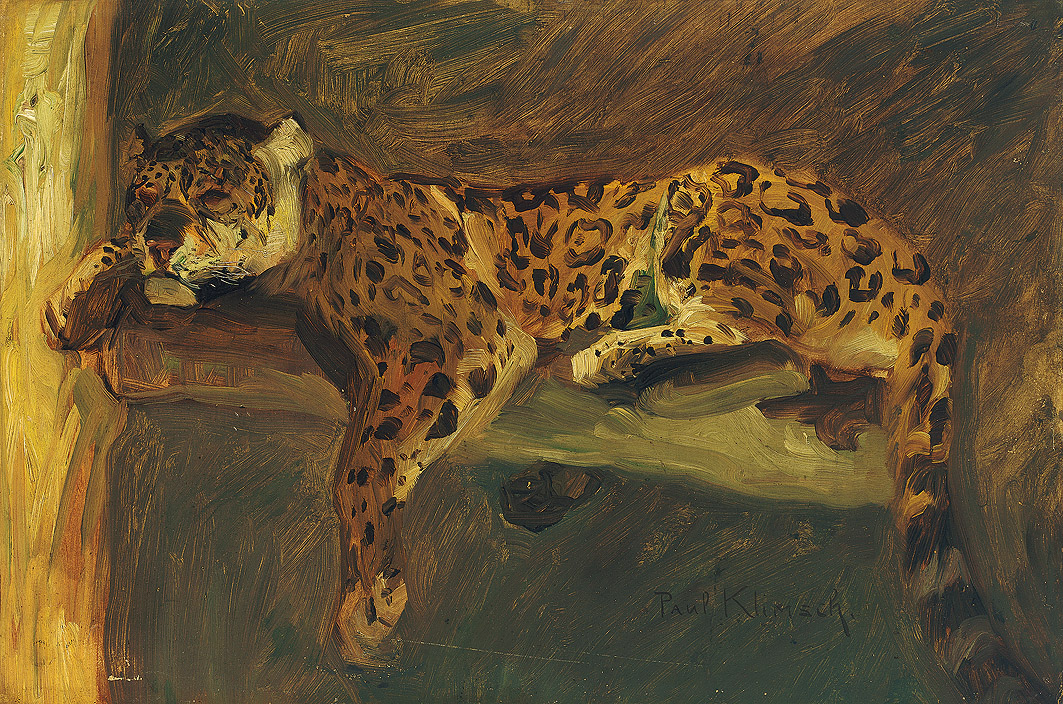
نقاشی پلنگ خوابیده، توسط پال کلیمش

مدت زمان بیداری در شخص بالغ، معادل چهار برابر مدت زمان بیداری یک کودک است. نوزاد، به‌طور متوسط در ازای هر یک ساعت بیداری، دو ساعت را در خواب می‌گذراند. حال آن که فرد بالغ در همان زمان نیم ساعت در خواب است. خواب افراد بالای ۱۵ سال تا ۳۰ سال بین ۹ تا ۱۰ ساعت است.
عامل‌هایی مانند بی‌برنامگی، مصرف الکل، قهوه و نوشیدنی‌های انرژی‌زا، همچنین زنگ ساعت و نور خورشید، می‌تواند ساعت زیستی انسان را به هم بریزد.
بنیاد ملی خواب آمریکا که یک مؤسسهٔ خیریه در ایالت ویرجینای آمریکا است، می‌گوید برای دانستن این‌که یک انسان چقدر در طول روز به خواب نیاز دارد باید به سبک زندگی او نگاه کرد. اما به‌طور کلی می‌توان اعداد زیر را پیشنهاد کرد:
- نوزاد (تا ۳ ماه): در حالت ایده‌آل باید بین ۱۴ تا ۱۷ ساعت از هر شبانه‌روز را بخوابد، هرچند ممکن‌است ۱۱ تا ۱۳ ساعت هم کافی باشد. بهتر است خواب نوزاد بیش از ۱۹ ساعت نشود.
- قنداقی (۴ تا ۱۱ ماه): میزان توصیه شده بین ۱۲ تا ۱۵ ساعت است. در کمترین حالت ۱۰ ساعت. بعد از سه ماهگی، خواب به‌هیچ‌وجه نباید از ۱۸ ساعت بیشتر شود.
- نوپا (تا ۲ ساله): عدد پیشنهادی بین ۱۱ تا ۱۴ ساعت است، اما هر رقمی از ۹ تا ۱۶ ساعت قابل قبول است.
- پیش‌دبستانی (۳ تا ۵ سال): متخصصان معتقدند ۱۰ تا ۱۳ ساعت خواب برای این گروه سنی عالی است. کمتر از ۸ یا بیشتر از ۱۴ ساعت مناسب نیست.
- دبستانی (۶ تا ۱۳ سال): توصیه بنیاد خواب ملی آمریکا ۹ تا ۱۱ ساعت خواب در شبانه‌روز است. کمتر از ۷ یا بیشتر از ۱۲ ساعت خوب نیست.
- نوجوان (۱۴ تا ۱۷ سال): خواب مناسب برای این گروه ۸ تا ۱۰ ساعت است. کمتر از ۷ و بیشتر از ۱۱ ساعت توصیه نمی‌شود.
- جوان (۱۸ تا ۲۵ سال): برای این گروه ۷ تا ۹ ساعت خواب مناسب است. حد پایینی ۶ و حد بالایی ۱۱ ساعت پیشنهاد شده.
- بزرگ‌سال (۲۶ تا ۶۴ سال): مثل گروه قبلی.
بازنشسته (۶۵ سال به بالا): در این سن ۷ یا ۸ ساعت خواب در شبانه‌روز مناسب است. خواب نباید از ۵ ساعت کمتر یا از ۹ ساعت بیشتر شود[۲]

### خواب نیمروزی
مطالعه‌ای نشان داد که ۲۶ دقیقه خواب قیلوله کارایی را ۳۴ درصد و هوشیاری را ۵۴ درصد افزایش می‌دهد.
همچنین شواهد دیگری نیز وجود دارد که بیانگر آن است ۲۰ تا ۳۰ دقیقه خواب نیمروزی بسیار مفید است.

جیم هورن، مدیر شورای پژوهش خواب در بریتانیا می‌گوید این کمی طولانی است و این خطر را دارد که شما به خواب عمیقی بروید.
وی توصیه می‌کند که خواب قیلوله با قهوه ترکیب شود تا ظرف ۲۰ دقیقه کافئین شما را سر حال کند.
به گفته آقای حورن، احتمالاً ۱۵ دقیقه کافی است، چون اگر شما بیش از ۲۰ دقیقه بخوابید، این خطر وجود دارد که به خواب عمیقی بروید و وقتی بیدار می‌شوید بسیار گیج‌تر باشید.

لیندا واسمر اندروز که نویسنده مسائل بهداشتی در ایالت نیومکزیکو است می‌گوید ۲۶ دقیقه طولانی است و خواب نیمروزی باید حدود ۱۰ تا ۲۰ دقیقه باشد.
او می‌گوید زمان این خواب نیز مهم است. اگر زود بخوابید بدن شما آماده نیست و اگر دیر بخوابید، ممکن است شب نتوانید به راحتی به خواب بروید.
به گفته خانم اندروز بعد از ظهرها بین ساعت ۱ تا ۳ که انرژی بدن پس از صرف نهار کمی افت می‌کند، بهترین موقع است.

### نیاز به خواب بیشتر علت ژنتیکی دارد
پژوهشگران کشف کرده‌اند که تمایل بعضی افراد به خواب بیشتر به عوامل ژنتیکی بستگی دارد و وجود ژن موسوم به ACCC9 در آنان باعث می‌شود تا در مقایسه با سایرین، به حدود ۳۰ دقیقه خواب بیشتر در هر شبانه‌روز نیاز داشته‌باشند و این میزان با تغییر فصول و طول شب و روز تغییری نمی‌کند.

این تحقیقات در اروپا انجام شده است و نتیجه آن نشان می‌دهد که حدود یک پنجم از جمعیت این قاره حاملان این ژن هستند.

محققان آلمانی و بریتانیایی این کشف را مهم دانسته‌اند زیرا عارضه کم خوابی در مبتلایان به انواعی از بیماری‌ها از جمله امراض قلبی و چاقی دیده می‌شود.

### خواب بیشتر و بهبود عملکرد ورزشکاران
مطالعه در تأیید اهمیت خواب برای سلامتی منتشر شده است.
مطالعه تازه که نتایج آن در نشریه «خواب» منتشر شده حاکیست که خواب بیشتر، به‌طور قابل توجهی، عملکرد جسمی را بهبود می‌بخشد.

در این مطالعه از اعضای تیم بسکتبال مردان دانشگاه آمریکایی استنفورد خواسته شد برای تقریباً شش هفته شبی ۱۰ ساعت بخوابند. محققان از بازیکنان خواستند برای دو تا چهار هفته برنامه عادی شبانه یعنی شش تا نه ساعت خواب را حفظ کنند و بعد برای پنج تا هفت هفته بعدی هر شب ۱۰ ساعت بخوابند. در جریان این مطالعه، بازیکنان از نوشیدن قهوه و الکل خودداری کردند. همچنین از آن‌ها خواسته شد هر گاه نتوانستند مثلاً به علت سفر، شب ده ساعت بخوابند، در طول روز وقتی را صرف چرت زدن کنند.

این مطالعه دریافت که خواب اضافه، بر سرعت دو ورزشکاران می‌افزاید و دقت شوت آن‌ها را ۹٪ بالا می‌برد.

ورزشکاران همچنین گفتند که عملکردشان در جریان بازی‌های رقابتی بهتر شده است. همچنین این مطالعه نشان داد که مهم است خواب در دراز مدت در اولویت قرار گیرد و نه فقط در شب قبل از مسابقه.
این یافته‌ها احتمالاً در مورد ورزشکاران غیرحرفه‌ای و همچنین کسانی که در مدارس یا سطوح بالاتر رقابت می‌کنند نیز صدق می‌کند. خوابیدن به اندازه کافی، فعالیت مثبتی است که کمک می‌کند در همه جنبه‌های زندگی، بهتر عمل کنید.

## محرومیت از خواب

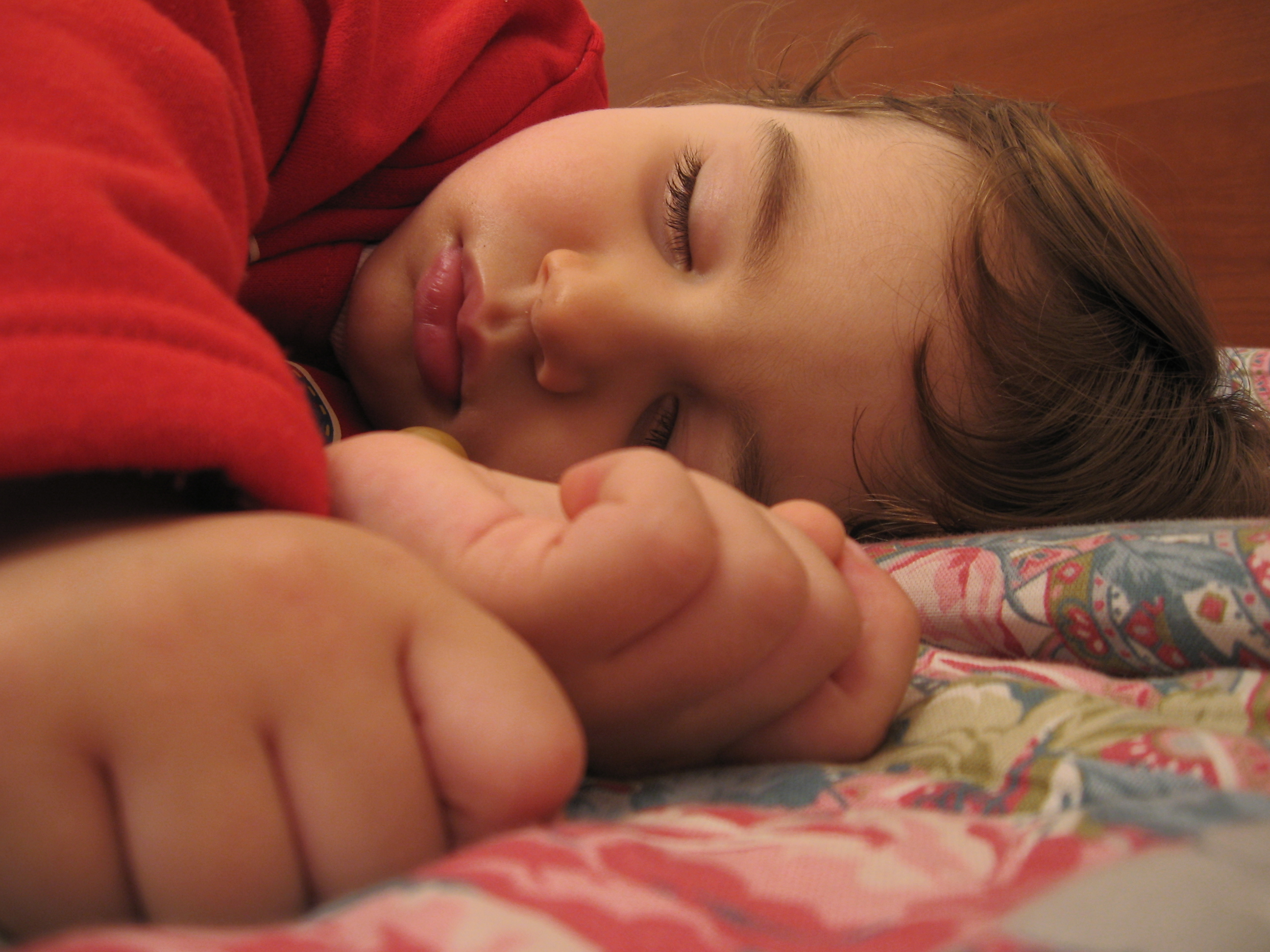
یک کودک در خواب

هیچ شخصی نتوانسته بیش از یازده روز را بدون خواب سپری کند. افرادی که از خواب محروم می‌مانند، دچار افسردگی می‌شوند. این افراد، هوشیاری‌شان را از دست می‌دهند و دچار توهم می‌شوند. حالت چهره شخص بی خواب، کشیده و بی حرکت می‌شود، ابروها چین می‌خورد، شخص با زحمت زیاد چشمانش را باز نگاه می‌دارد و دچار هذیان می‌شود. محرومیت از رؤیا، اغلب به پرخاشگری، بیمناکی، یا افسردگی منجر می‌شود.
خواب ناکافی، ریتم طبیعی بدن را برهم می‌زند و این باعث می‌شود توانایی مغز برای یادگیری اطلاعات تازه کاهش یابد.

### بی‌خوابی و روابط عاطفی
بنیاد سلامت روانی در بریتانیا بی‌خوابی را با ایجاد مشکل در روابط عاطفی، خستگی‌پذیری بالا و فقدان تمرکز فکری مرتبط دانسته است. پیش از این، محققان از ارتباط بی خوابی با افسردگی، ضعف ایمنی بدن و بیماری قلبی خبر داده بودند.
گزارش بنیاد سلامت روانی نشان می‌دهد که احتمال برخورد مبتلایان به بی‌خوابی با مشکل در روابط عاطفی چهار برابر بیشتر از سایر افراد است.
این گزارش می‌افزاید این افراد سه برابر بیشتر از دیگران دچار افسردگی و فقدان تمرکز ذهنی می‌شوند.

### خواب بریده بریده به حافظه لطمه می‌زند
تحقیقاتی که بر روی موشها انجام‌گرفته، نشان می‌دهد که خوابی که پیوسته نباشد مانع به‌وجود آمدن حافظه می‌شود.

دانشگاه استنفورد در تحقیقاتی که در این زمینه انجام داد، متوجه شد که خواب مقطع موجب می‌شود که حیوانات در شناسایی اشیایی که با آن‌ها از قبل آشنا بوده‌اند، دچار مشکل بشوند.

یک متخصص خواب در بریتانیا می‌گوید که مغز در دوران خواب عمیق، وقایع روز را بررسی می‌کند و تصمیم می‌گیرد که چه خاطره‌هایی از این وقایع را به حافظه خود بسپارد.
این تحقیق بر روی موش‌هایی انجام گرفت که خوابشان مختل شده‌بود، اما مدت خواب یا کیفیت خواب آن‌ها با موش‌های دیگر تفاوتی نداشت.
محققان برای این آزمایش سلولهایی را انتخاب کردند که در تغییر از حالت خواب به بیداری و بالعکس، نقش مهمی بازی می‌کنند.

محققانی که نتیجه تحقیق خود را در نشریه علمی یاد شده منتشر کرده‌اند، می‌گویند: «بیماری‌های ناشی از مشکلات آسیب شناختی، مانند آلزایمر، که حافظه بیمار را تحت تأثیر قرار می‌دهد، پیش از همه روی عواملی مانند خواب بیمار اثر می‌گذارند.»
این محققان اضافه می‌کنند: «ما به این نتیجه رسیده‌ایم که صرف نظر از طول مدت، کیفیت یا عمق خواب، آنچه که برای انسجام حافظه لازم است دست‌کم، یک واحد خواب بدون وقفه است.» خواب ضعیف یا بی کیفیت می‌تواند منجر به عدم تعادل عاطفی، عدم همدلی، کنترل ضعیف تکانه، سوگیری منفی و کاهش خلاقیت شود.

### تأثیر خواب خوب بر زیبایی
پژوهشگران سوئدی ثابت کرده‌اند این باور دیرینه که خواب خوب انسان را زیباتر می‌کند، صحت دارد. به این ترتیب کسانی که برای مدتی طولانی بی‌خوابی می‌کشند، کمتر جذاب و سالم به نظر می‌رسند.
از چهره داوطلبانی که در این تحقیقات شرکت کردند دو بار عکس گرفته‌شد. یک بار بعد از هشت ساعت خواب مستمر و یک بار بعد از سی و یک ساعت بی‌خوابی.
بعد از افرادی دیگر خواسته شد که عکسها را مشاهده کنند و نظرشان را بگویند. مشاهده گران بدون اطلاع قبلی از تفاوت زمان عکس برداری به این نتیجه رسیدند که در عکس‌هایی که بعد از بی‌خوابی گرفته شده، داوطلبان کمتر جذاب به نظر می‌رسند.

### تأثیر بی خوابی بر کودک
بی خوابی کودکان باعث ایجاد اختلال در روند رشد کودک، هورمون‌های رشد کودک در زمان خواب شبانه ترشح می‌کند، همچنین بدخوابی باعث عدم تمرکز کودک در طول روز می‌شود، همچنین خطر چاقی را افزایش می‌دهد. اختلال رشد و خستگی در طول روز مهم‌ترین تأثیر بی خوابی در کودک می‌باشد.

## اختلالات خواب

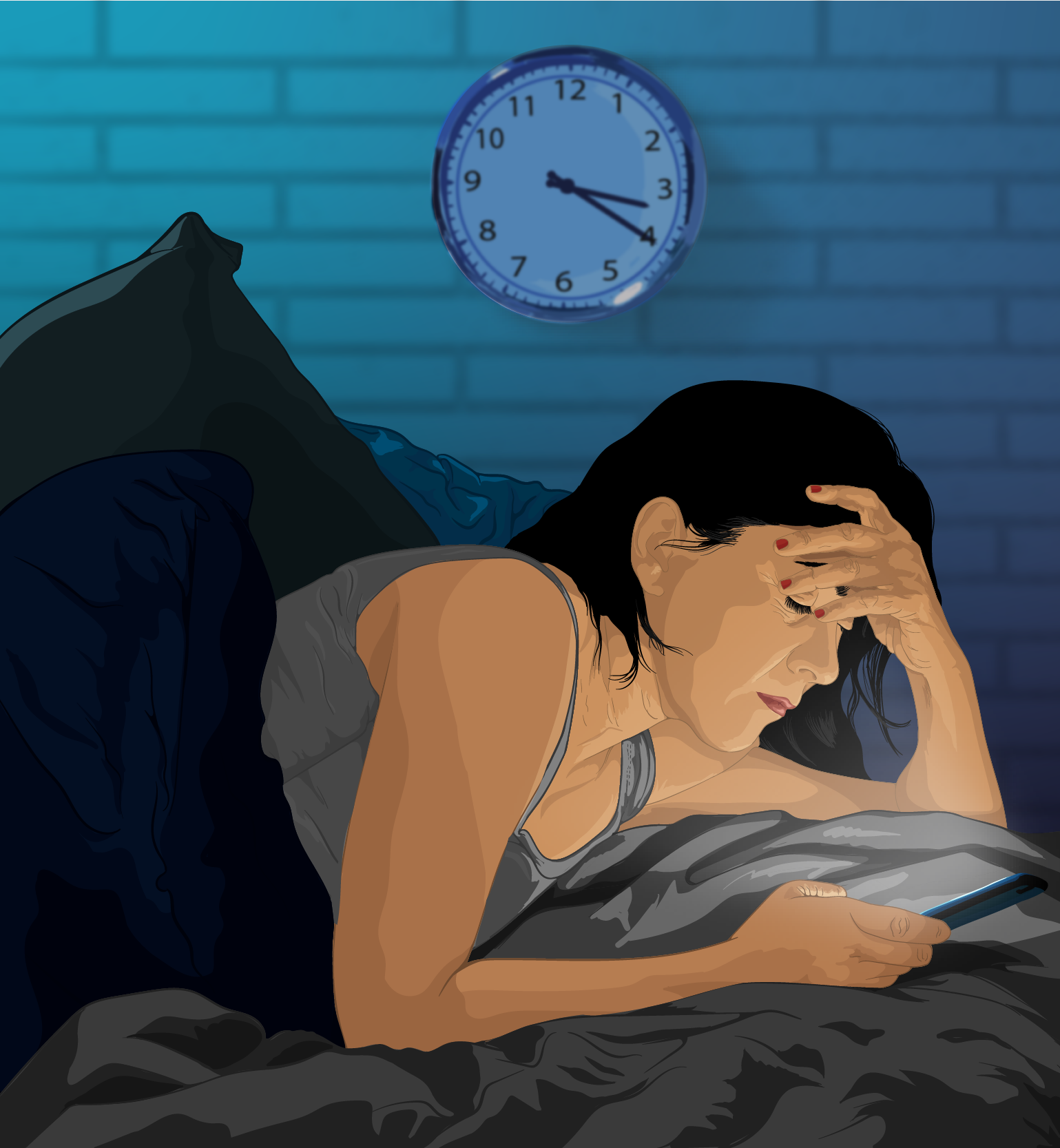
زنی که در اواخر شب از تلفن هوشمند خود برای طفره رفتن از خواب استفاده می‌کند

اختلالات خواب در انسان‌ها عبارت‌اند از: خرخر، کم‌خوابی، پرخوابی، خوابگردی، فلج خواب، کابوس، هراس شبانه، خواب‌ترسی، دندان قروچه، شب‌ادراری و خواب‌های تجزیه‌ای. علاوه بر این‌ها، خواب می‌تواند با آشفتگی‌های ادراکی هنگام به خواب رفتن و بیدار شدن همراه باشد که آن را به ترتیب پیش خواب و پس خواب می‌نامند. این حالت‌ها شامل اختلال در تصاویر، صداها و عواطف است. این گونه اختلالات، معمولاً در رشته خواب‌شناسی یا روان‌شناسی خواب، بررسی می‌شود.
به سختی به خواب رفتن، خواب گسسته و ناکافی، همه از انواع بی‌خوابی هستند که گمان می‌رود از هر سه نفر در بریتانیا یک نفر به آن دچار است.
بی‌خوابی می‌تواند نتیجه مشکلات روحی همچون افسردگی، اضطراب و اسکیزوفرنی نیز باشد.
بیماری‌های قلبی، آلزایمر و اختلالات هورمونی نیز از عوامل دیگری هستند که می‌توانند خواب طبیعی را مختل کنند.

### سندروم (نشانگان) پاهای بیقرار و اختلال حرکت دوره‌ای دست و پا
کسانی که دچار این وضعیت‌ها باشند، به دلیل حرکت‌های پا (و در موارد کمتری، بازو) از خواب می‌پرند و به دلیل کمبود خواب، خسته و تحریک‌پذیر باقی می‌مانند. در اختلال حرکت دوره‌ای دست و پا (PLMD)، این گونه حرکت‌ها غیرارادی است و فرد کنترلی بر روی آن‌ها ندارد و غالباً از آن‌ها آگاه نیست. امّا در سندروم (نشانگان) پاهای بیقرار (RLS)، فرد نوعی حس فیزیکی، مثل خارش، سوزش یا گزگز در پاهای خود دارد. تنها راهی که فرد می‌تواند از این حس‌های مزاحم خلاصی یابد، حرکت دادن پاها (و در موارد اندکی، بازوها) است.
پزشکان می‌توانند PLMD و RLS را درمان کنند. RLS معمولاً با رفع کمبود آهن در بدن از بین می‌رود. در بعضی موارد نیز به نوع دیگری از دارو درمانی نیاز می‌باشد.

### آپنه بازدارنده خواب

شماتیک آپنه

این اختلال خواب باعث می‌شود که فرد در حین خواب موقتاً (بیش از ۱۰ ثانیه) جریان تنفسش قطع گردد. یکی از دلایل شایع آپنه بازدارنده خواب، بزرگ شدن لوزه‌ها یا ورم لوزه‌هاست (بافت‌هایی که در مجرای ارتباط دهنده بینی و حلق قرار دارند). داشتن اضافه وزن یا چاقی نیز می‌تواند باعث این نوع اختلال خواب گردد.
کسانی که دچار آپنه بازدارنده خواب هستند، معمولاً خروپف می‌کنند، مشکل تنفسی دارند و در طول خواب به شدّت عرق می‌کنند. به دلیل آن که این اختلال، مانع از خواب مداوم و کافی است، فردی که دچار آن باشد در طول روز به شدّت احساس خواب آلودگی و تحریک‌پذیری می‌کند. کسانی که نشانه‌های آپنه بازدارنده خواب، مثل خروپف بلند یا خواب آلودگی فزاینده در طول روز، داشته باشند باید توسط پزشک مورد معاینه و درمان قرار گیرند.

### برگشت (ریفلاکس)
بعضی افراد به بیماری برگشت اسید معده به مری (GERD) مبتلا هستند. این بیماری باعث نوعی حس سوزش و ناراحتی در بیمار می‌گردد که به «سوزش سر دل» یا ترش کردگی معروف است. عوارض GERD هنگامی که فرد دراز کشیده باشد ممکن است بدتر شود. حتی چنانچه فرد متوجه احساس سوزش سر دل به هنگام خواب نشود امّا ناراحتی‌هایی که توسط این بیماری ایجاد می‌شود می‌تواند با چرخه خواب تداخل نماید.

### کابوس

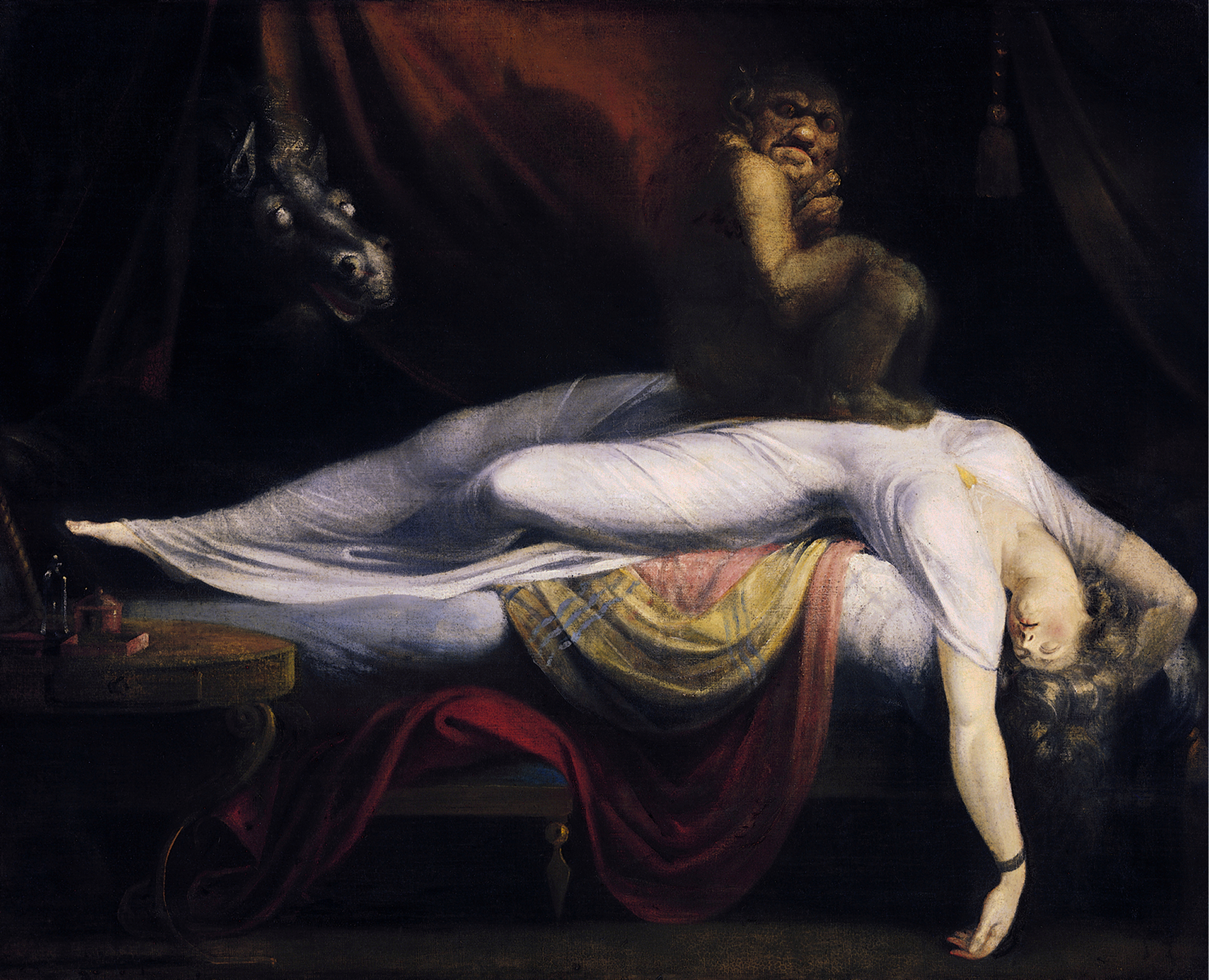
نقاشی کابوس اثر هنری فوسلی

اغلب نوجوانان گاهی در خواب، دچار کابوس (خواب ترسناک) می‌شوند امّا اگر تعداد دفعات کابوس دیدن زیاد باشد می‌تواند الگوهای خواب را به هم زند؛ زیرا معمولاً باعث از خواب پریدن می‌گردد. برخی چیزها می‌تواند کابوس دیدن در خواب را تشدید کند که از آن جمله می‌توان به مصرف برخی داروها، الکل و مواد مخدّر اشاره کرد؛ و البته محرومیت از خواب کافی نیز خود می‌تواند عامل مهمی برای کابوس دیدن باشد. امّا شایع‌ترین عامل کابوس‌های شبانه، استرس یا اضطراب است. اگر کابوس‌ها شبانه با خواب شما تداخل دارد بهتر است با یک پزشک، روان‌درمانگر یا مشاور صحبت کنید.

### راه رفتن در خواب

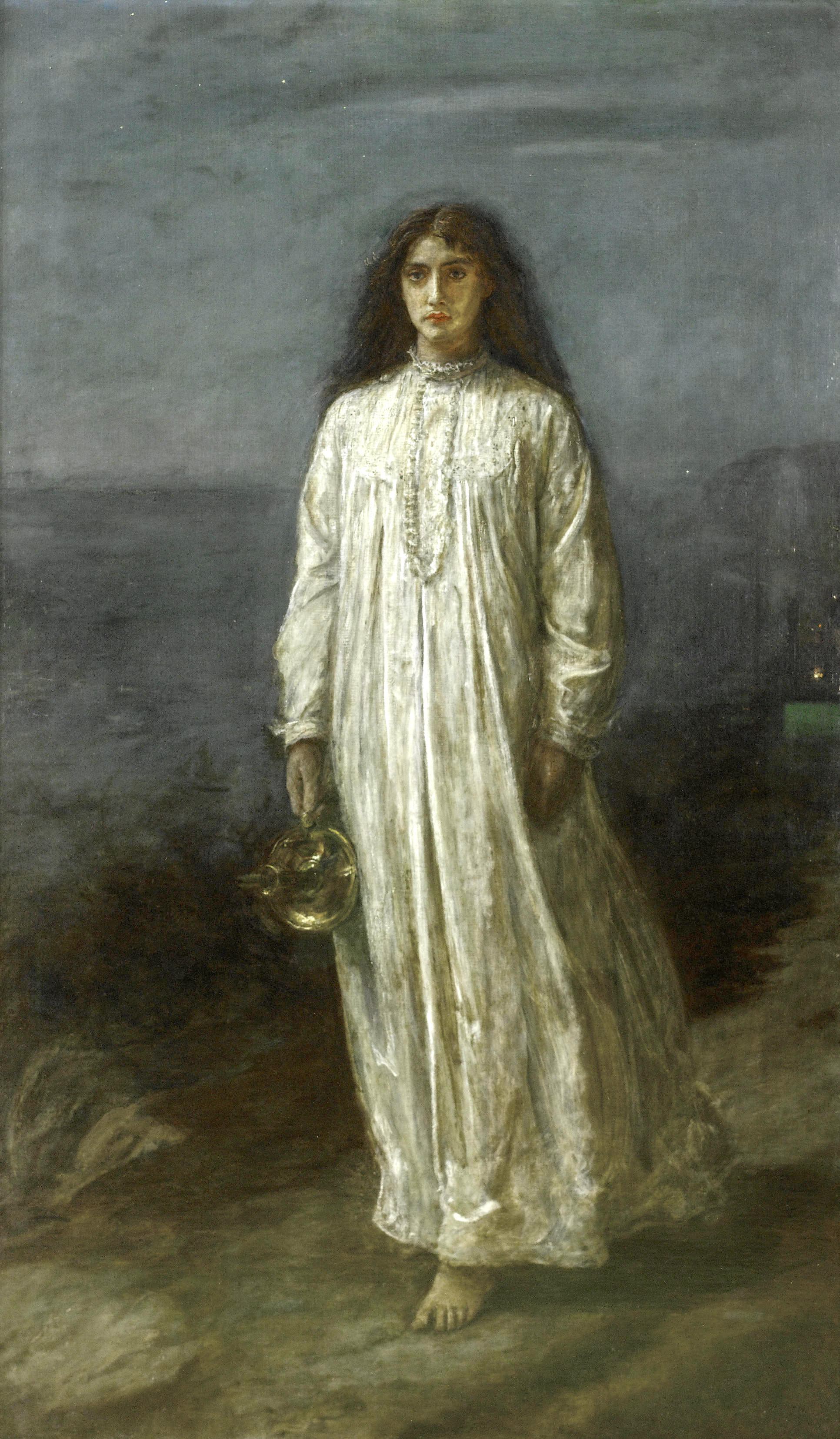
خوابگرد اثر جان اورت میلی

راه رفتن در خواب معمولاً برای نوجوانان به ندرت اتفاق می‌افتد. اغلب کسانی که در خواب راه می‌روند را کودکان تشکیل می‌دهند. راه رفتن در خواب ممکن است زمینه خانوادگی داشته باشد. این پدیده غالباً هنگامی که فرد بیمار است، تب دارد، خواب کافی نداشته یا استرس داشته باشد روی می‌دهد.
از آنجا که راه رفتن در خواب معمولاً برای یک فرد زیاد اتفاق نمی‌افتد، غالباً به عنوان یک مشکل جدّی در نظر گرفته نمی‌شود. کسانی که در خواب راه می‌روند معمولاً خودشان به بستر بازمی‌گردند و معمولاً راه رفتن خود در خواب را به یاد نمی‌آورند. راه رفتن در خواب غالباً در خلال مراحل عمیق خواب، بین مراحل ۳ و۴ چرخه خواب، صورت می‌گیرد. گاهی، این گونه افراد به کمک برای بازکردن راه (کنار گذاشتن موانع) و بازگشتن به بستر نیازمند خواهند بود. نکته قابل توجه این است که بیدار کردن کسی که در حال راه‌روی در خواب است باعث ترساندن او می‌شود؛ بنابراین بهتر است این افراد را به آرامی به سمت بستر هدایت کرد.

### کیفیت خواب با افزایش سن بهبود می‌یابد
محققان آمریکایی می‌گویند این باور که افراد پیرتر بدتر می‌خوابند ممکن‌است غلط باشد و به گفته آن‌ها واقعیت ممکن‌است عکس این باشد.
بررسی بیش از ۱۵۰ هزار نفر از طریق پرسش تلفنی نشان داد که به غیر از یک دوره کوتاه در دهه پنجم عمر - از ۴۰ تا ۵۰ سالگی - کیفیت خواب با بالا رفتن سن بهتر می‌شود.

این مطالعه که نتایج آن در نشریه «اسلیپ» چاپ شده حاکیست که افراد ۸۰ تا ۹۰ ساله بهترین کیفیت خواب را گزارش کردند.
محققان دریافتند که گلایه از بدخوابی با افزایش سن کاهش می‌یابد و کمترین شکایات از افراد بالای ۷۰ سال شنیده می‌شد.
تنها استثنا در این روند مربوط به میانسالان بود که کیفیت خواب آن‌ها افت می‌کرد.

این احتمال وجود دارد که افراد مسن تر بدتر می‌خوابند اما احساس بهتری دربارهٔ آن دارند.

## ساعت زیستی

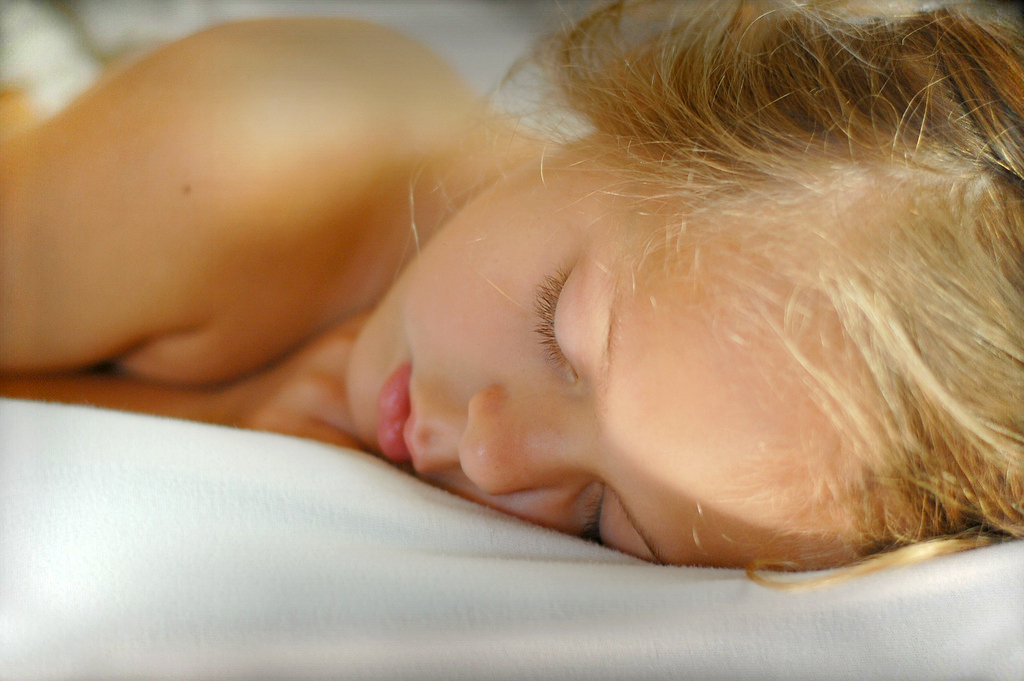
خواب با حالت آرامش عضلانی و کاهش درک محرک‌های محیطی همراه است.

تمام موجودات زنده دارای یک سازوکار زمان‌سنجی یا «ساعت» هستند که دوره‌های فعالیت و استراحت آن‌ها را کنترل می‌کند. این ساعت‌ها که به نام «چرخه‌های زیستی» خوانده می‌شوند، به دوره فرایندهای فیزیولوژیک و بیولوژیکی که در یک جدول زمانی تقریباً ۲۴ ساعته نوسان دارند، اشاره می‌کنند. شما احتمالاً خودتان نیز متوجه این تغییرات در بدن خود شده‌اید، احساس انرژی و هوشیاری بیشتر در طول روز و خستگی و کمبود انرژی در ساعات شب.
با وجودی که بسیاری از افراد به چرخه‌های زیستی به صورت یک فرایند منفرد می‌نگرند، امّا در واقع تعدادی ساعت مختلف در بدن وجود دارد که در طول روز نوسان می‌کنند. برای مثال، هوشیاری ذهنی دو نوبت در روز در ساعت‌های ۹ صبح و ۹ شب به نقطه اوج می‌رسد در حالی که این زمان‌ها برای قدرت بدنی ۱۱ صبح و ۷ بعدازظهر است.
خوشه نازکی از حدود ۲۰ هزار نورون در هیپوتالاموس، چرخه‌های زیستی بدن شما را کنترل می‌کند. این مرکز کنترل که به نام هسته فوق کیاسمائی (SCN) شناخته می‌شود، به عنوان مسئول تنظیم ضربان درونی بدن شما عمل می‌کند. هر چند سازوکار دقیق چگونگی عملکرد این فرایند هنوز روشن نیست، امّا نشانه‌های محیطی اهمیت دارند. تأثیر نور خورشید در زمانبندی خواب-بیداری روزانه شاید از همه چیز واضح‌تر باشد. هنگامی که از نور خورشید در ساعات پایانی روز کاسته می‌شود، سیستم بینایی به هسته فوق کیاسمائی علامت می‌فرستد. سپس SCN به غدّه صنوبری مغز علامت می‌دهد که تولید هورمون ملاتونین را افزایش دهد. این افزایش هورمون به کاهش فعالیت و احساس خواب آلودگی در شما کمک می‌کند.
پژوهش‌های بسیاری در مورد این مسئله صورت گرفته است که هنگامی که الگوهای طبیعی نور خورشید دچار وقفه شوند چه اتفاقی برای چرخه‌های زیستی می‌افتد. پژوهش‌های بالینی نشان داده‌اند که افرادی که به‌طور مادرزادی نابینا هستند به دلیل فقدان کامل نور محیطی، معمولاً در چرخه خواب-بیداری خود دچار مشکل می‌باشند. همچنین کسانی که شب کاری می‌کنند یا زیاد مسافرت می‌کنند نیز با اختلالاتی در چرخه‌های زیستی خود روبرو هستند.
در برخی مطالعاتی که در زمینه چرخه‌های زیستی به عمل آمده، عده‌ای را برای چند هفته یا حتی چند ماه در واحدهای زیرزمینی نگاه داشته‌اند و متوجه شده‌اند که چرخه‌های زیستی این افراد به دلیل محرومیت از نور طبیعی، شروع به تغییر از ۲۴ ساعت به ۲۵ ساعت نموده است.

## نظریه‌های خواب
به خواب رفتن انسان‌ها از زمان فلاسفه قدیم یونان موضوع تفکر و بررسی بوده است امّا تنها چند سالی است که پژوهشگران توانسته‌اند به راه‌هایی برای مطالعه این پدیده به شیوه‌ای سیستماتیک و عینی دست یابند. پیدایش فناوری‌های جدید مانند دستگاه نوار مغزی، دانشمندان را قادر ساخته است که الگوهای الکتریکی و فعالیت‌های مغز انسان در حال خواب را زیر نظر بگیرند.
با وجودی که اکنون بررسی خواب و پدیده‌های مرتبط به آن امکانپذیر گشته است امّا همه پژوهشگران بر سر این که «چرا ما می‌خوابیم» اتفاق نظر ندارند. چند نظریه مختلف برای توضیح ضرورت خوابیدن و نیز عملکردها و هدف‌های آن ارائه شده است.

## نظریه جبران و ترمیم

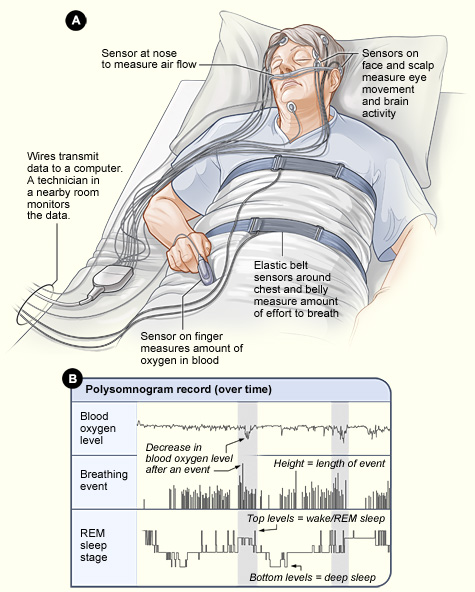
بررسی خواب

بر اساس نظریه جبران و ترمیم، خوابیدن برای تجدید قوا و احیای فرایندهای فیزیولوژیک که بدن و ذهن را سالم نگه می‌دارند و باعث عملکرد مناسب آن‌ها می‌شوند ضرورت اساسی دارد. بر طبق این نظریه، خواب NREM (مرحله خواب آرام که به نام حرکت غیرسریع چشم خوانده می‌شود) برای بازسازی و ترمیم فعالیت‌های فیزیولوژیک اهمیت دارد در حالی که خواب REM (مرحله پنجم خواب که به نام حرکت سریع چشم خوانده می‌شود) برای بازسازی فعالیت‌های ذهنی است.
پشتیبان این نظریه، پژوهش‌هایی است که نشان می‌دهد دوره‌های خواب REM پس از مدتی کم‌خوابی و فعالیت جسمی شدید، افزایش می‌یابد. بدن در هنگام خواب، سرعت تقسیم سلولی و ترکیب پروتئینی را افزایش می‌دهد و این پدیده نیز به نوبه خود پشتیبان نظریه جبران و ترمیم به هنگام خواب است.

### نظریه تکاملی
بنابر نظریه تکاملی که به نام نظریه انطباقی خواب نیز خوانده می‌شود، دوره‌های فعالیت و سکون به عنوان وسیله‌ای برای ذخیره انرژی در سیر تکاملی به وجود آمده‌اند. براساس این نظریه، تمام موجودات زنده در زمان‌هایی که بیداری و هشیاری برای آن‌ها خطرناک و مخاطره‌آمیز بوده است خود را با خوابیدن انطباق داده‌اند.
پشتیبان این نظریه، پژوهش‌های تطبیقی است که بر روی حیوانات مختلف صورت گرفته است. حیواناتی که شکارچیان طبیعی کمتری دارند، مانند خرس‌ها و شیرها، معمولاً روزانه بین ۱۲ تا ۱۵ ساعت می‌خوابند. امّا حیواناتی که شکارچیان طبیعی زیادی دارند، دارای دوره‌های خواب کوتاهی هستند و معمولاً روزانه بیش از ۴ تا ۵ ساعت نمی‌خوابند.

### نظریه تحکیم اطلاعات
نظریه تحکیم اطلاعات بر پایه پژوهش‌های شناختی است و می‌گوید انسان‌ها برای پردازش اطلاعاتی که در طول روز به دست آورده‌اند می‌خوابند. بر اساس این نظریه، علاوه بر پردازش اطلاعات کسب شده در طول روز، خوابیدن به مغز اجازه می‌دهد که خود را برای روز بعد آماده کند. برخی پژوهش‌ها همچنین نشان داده است که خواب به تحکیم و پیوند دادن چیزهایی که در طول روز فرا گرفته‌ایم و قرار دادن آن‌ها در حافظه دراز مدّت کمک می‌کند. پشتیبان این نظریه، مطالعاتی است که نشان می‌دهد کم خوابی، تأثیر جدّی بر روی توانایی به یادآوری اطلاعات دارد.
در حالی که پژوهش‌ها و شواهدی برای پشتیبانی از نظریه‌های مختلف خواب وجود دارد، هنوز هیچ پشتیبان روشن و قاطعی برای هیچ‌یک از نظریه‌ها به دست نیامده است. هر کدام از این نظریه‌ها ممکن است برای تشریح و توضیح این که «چرا ما می‌خوابیم» به کار روند. خوابیدن بر روی بسیاری از فرایندهای فیزیولوژیک تأثیر می‌گذارد؛ بنابراین احتمال زیادی دارد که خوابیدن به دلایل و منظورهای مختلف و متعددی باشد.
اخیراً پژوهشگران توانسته‌اند در خصوص رویاهای غیرمعقول در خواب(Cluttered sleeps) نتایجی به دست آورند.
افکار نیمه تمام و سطحی و جرقه‌های ذهنی در طول روز مسیرها و راه‌های حل افکار را در مغز پیشانی (لوب پیشانی) باز گذاشته و راه حل‌ها و چاره جویی‌های به ثمر ننشسته در مغز که با تصویر ذهنی ما از افکارمان مرتبط است در ضمیر نیمه آگاه ما که مسئول افکار منفی یا مثبت در ذهن ماست نقش می‌بندد. حال اگر افکار ما در طول روز به افکار منفی و نگران گرایش داشته باشد، ضمیر ناخودآگاه ما در خواب، افکار نیمه تمام ما را به سمت و سویی هدایت می‌کند که ضمیر نیمه آگاه ما در طول روز تجربه کرده است. علت خواب‌های پریشان و غیرمعقول ما در خواب بیشتر تابع همین موضوع است.

## تاریخ

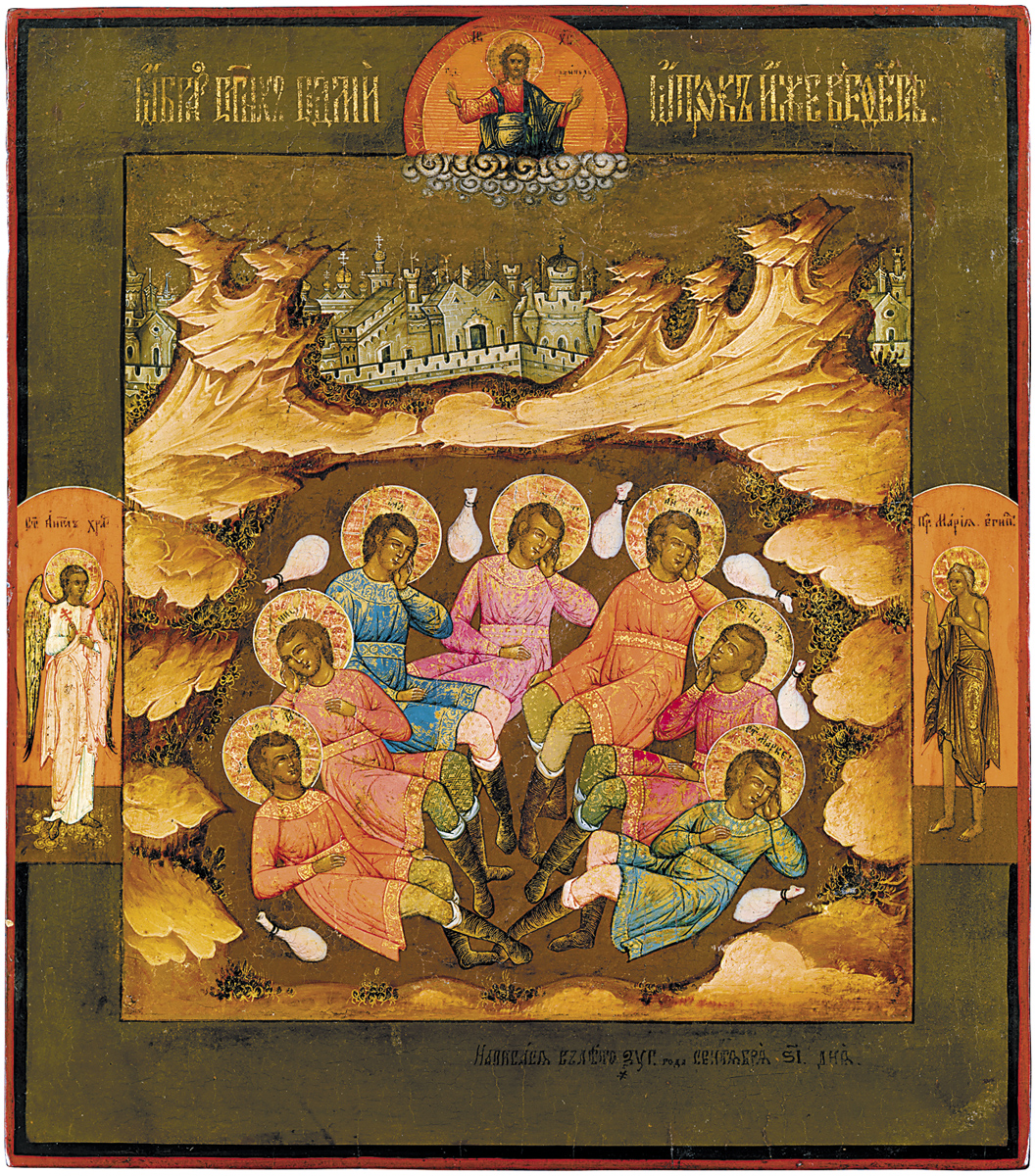
هفت خوابالو (Seven sleepers) یا اصحاب کهف

در روایات دینی مسیحی و اسلامی، اصحاب کهف عده‌ای مسیحی بودند که سرانجام از ظلم حاکم روزگار به ستوه آمده بر اساس الهامی که از خداوند دریافت نمودند، «پس هنگامی که از خدایان دروغین دوری جستید به غار پناهنده شوید تا پروردگارتان رحمتش را بر شما بگستراند». چون به غار رسیدند. به خواب عمیقی رفتند و در آنجا سیصد و نه سال (طبق آنچه در سوره کهف قرآن نوشته شده) خواب بودند؛ پس از این مدت که بیدار شدند گمان بردند که چند ساعتی بیش نخوابیده‌اند. اما هنگامی که وارد شهر شدند همه چیز را دگرگون یافتند.

## روش‌های سنجش و اندازه‌گیری خواب
جهت ارزیابی کیفیت خواب و انجام مطالعه بر روی خواب روش‌های مختلف آزمایشگاهی مثل پلی سومنوگرافی و همچنین استفاده از پرسشنامه‌های استاندارد و تأیید شده وجود دارد به عنوان مثال از پرسشنامه خواب کودکان تیساید (TCSQ) جهت ارزیابی اختلالات شروع و ادامهٔ خواب در کودکان ۱ تا ۵ سال می‌توان استفاده نمود پرسشنامه‌های مختلف دیگری نیز برای گروه‌های سنی مختلف و سنجش ابعاد مختلف خواب وجود دارد که می‌توان به وسیلهٔ آن اختلالات خواب را غربالگری کرد تشخیص داد و در کارهای پژوهشی استفاده کرد.

## نگارخانه

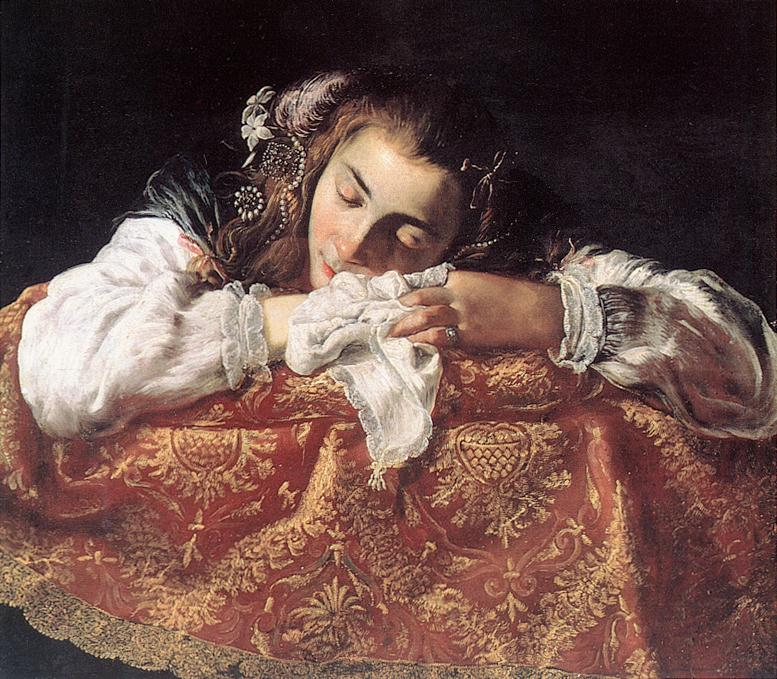
خوابیدن دختر اثر دومینکو فتی
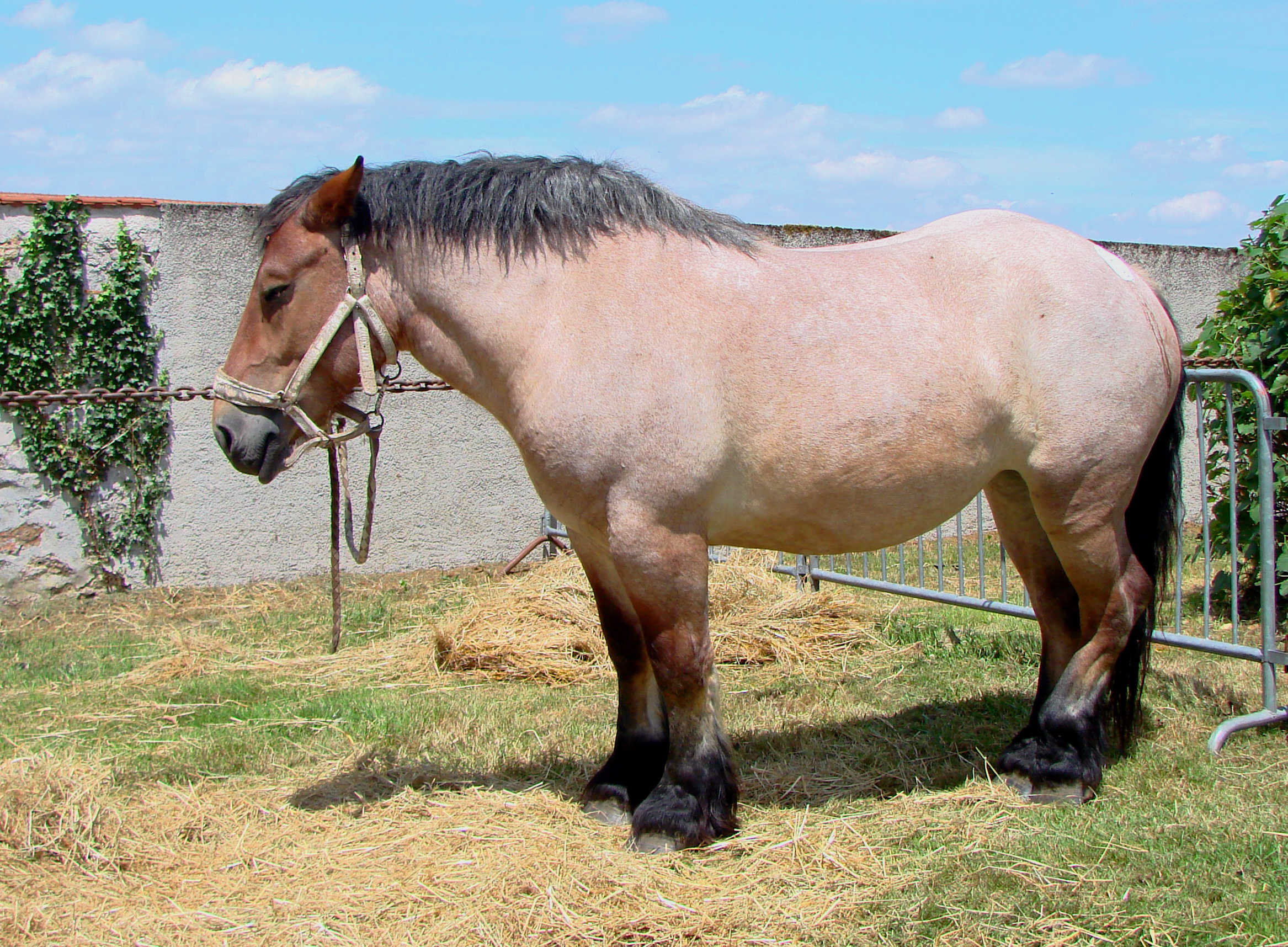
عملکرد دستگاه ایستایی باعث می‌شود اسب بتواند ایستاده بخوابد.
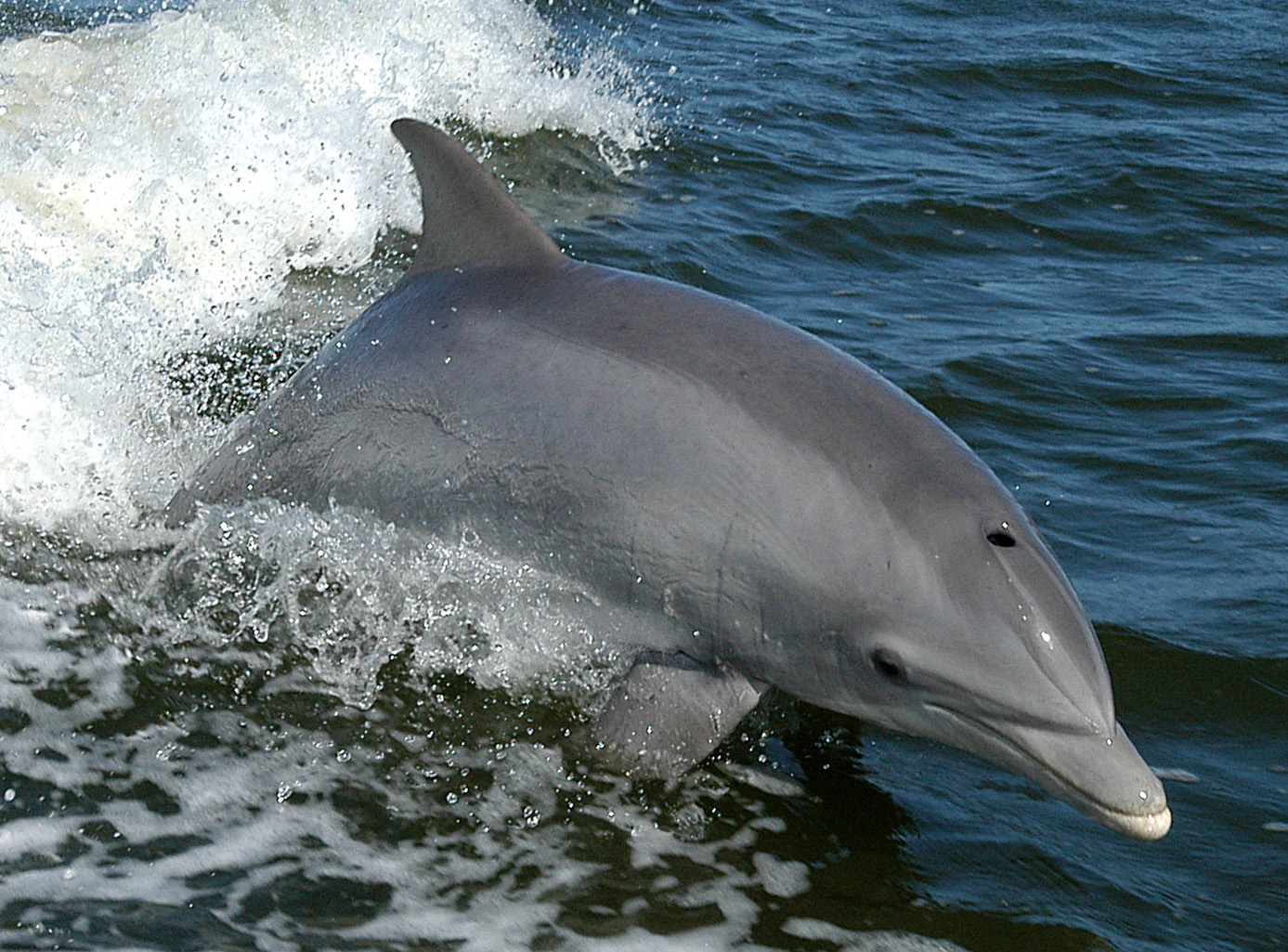
دلفین تنها با یک طرف نیمکره مغز می‌خوابد.
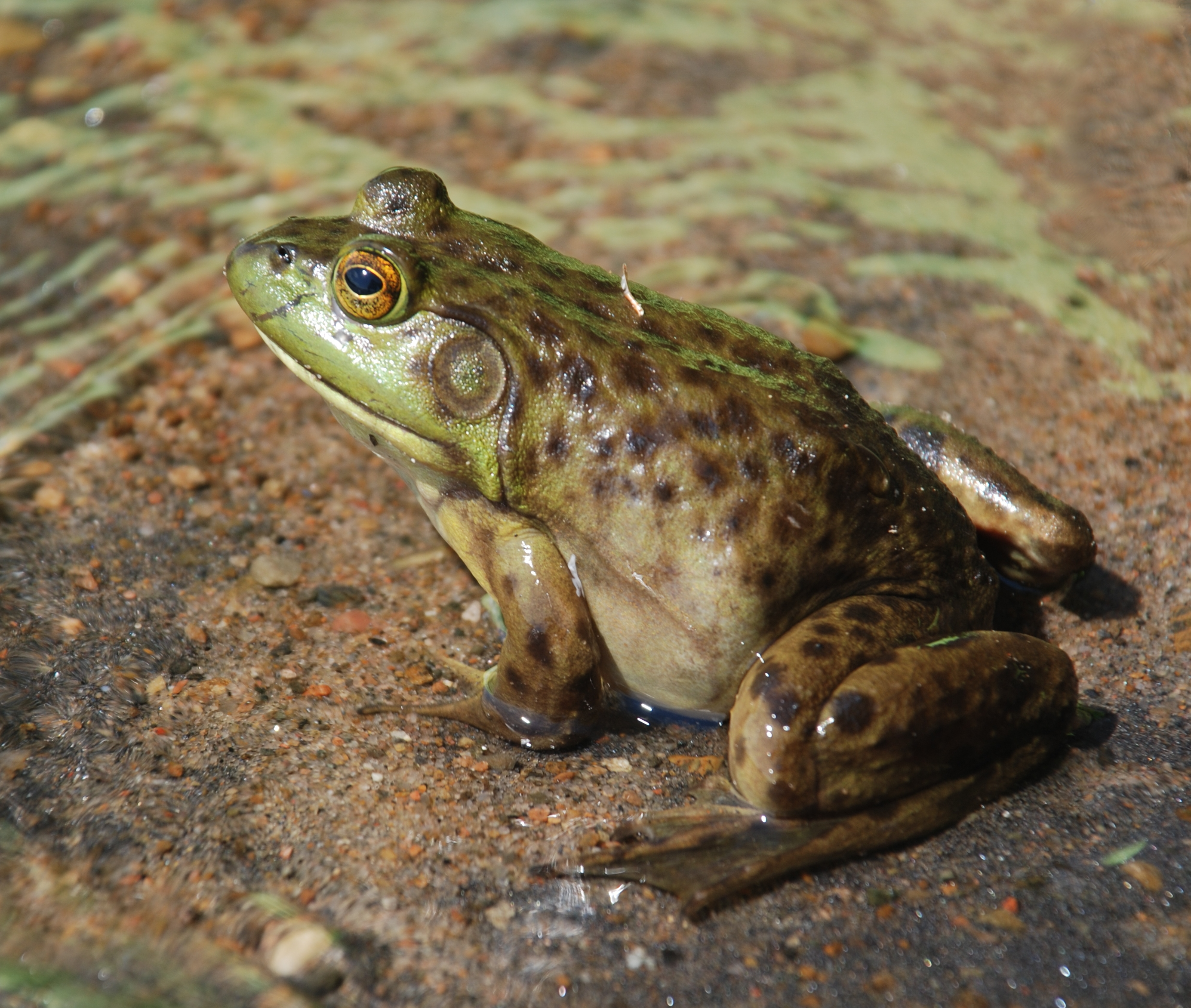
گاوغوک آمریکایی هرگز نمی‌خوابد.
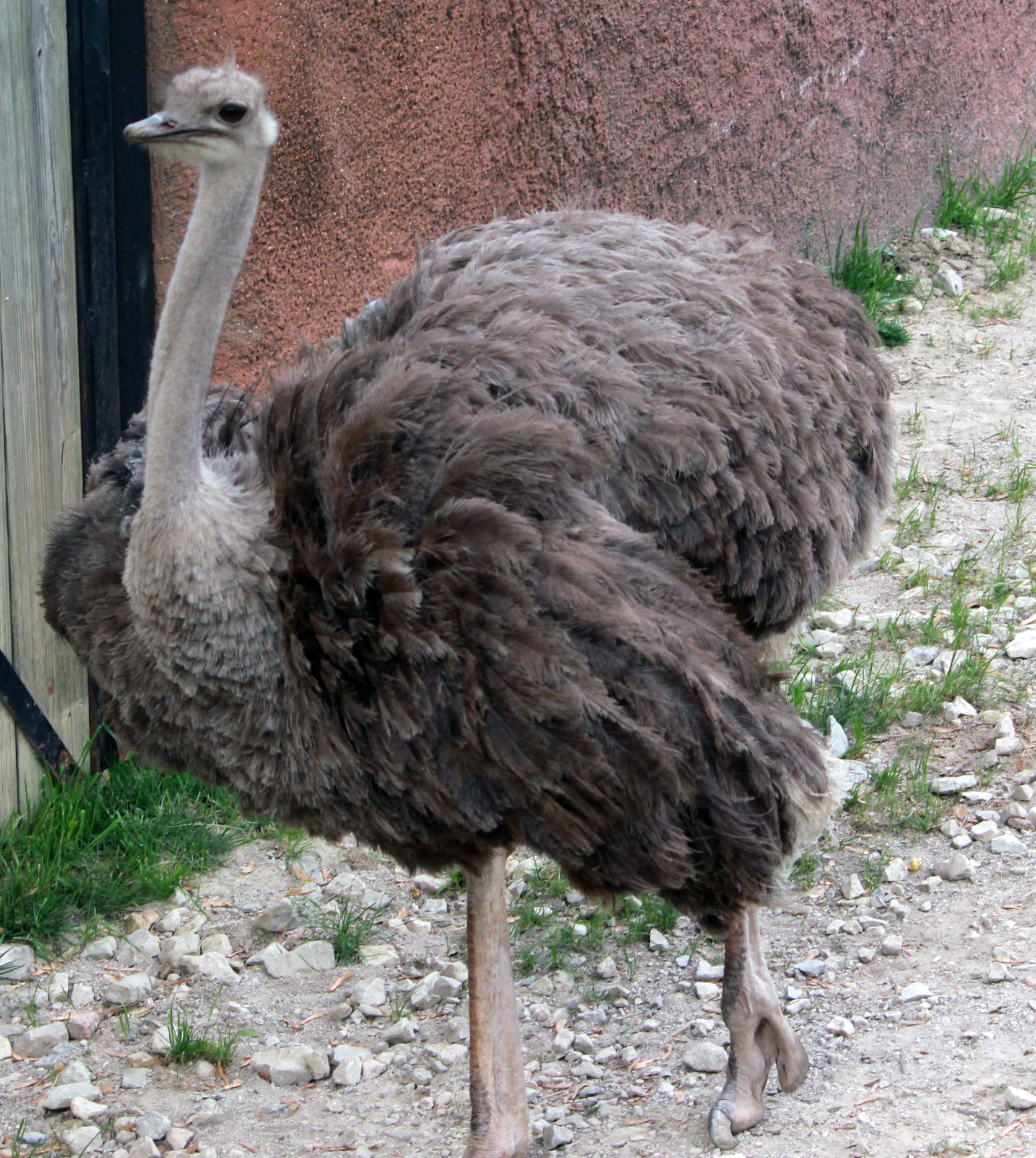
شترمرغ با چشم‌های باز می‌خوابد.
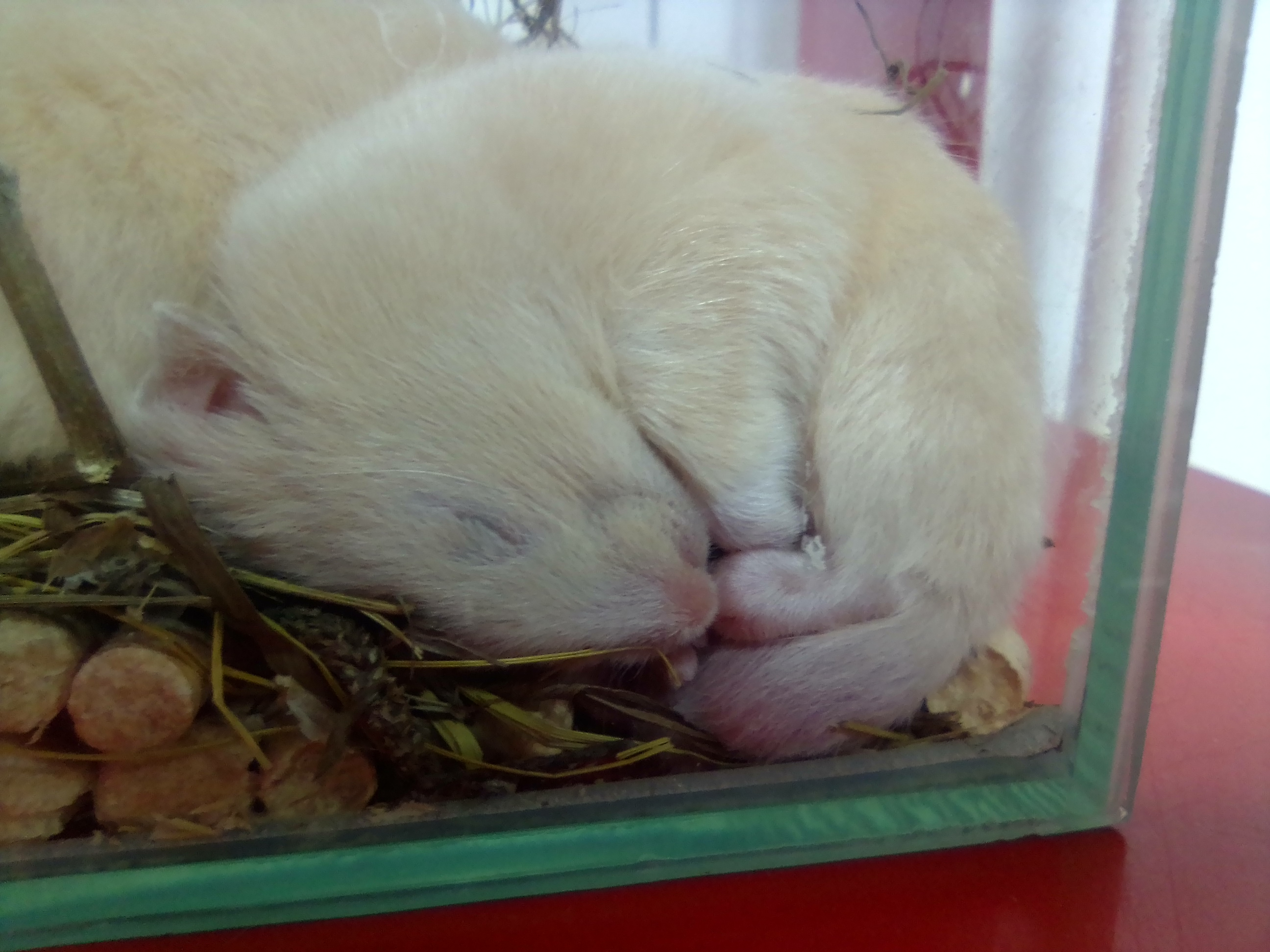
همستر با گرد شدن و خم شدن راحت‌تر می‌خوابد.